# Voodoo Dawn
Voodoo Dawn es una película de terror estadounidense de 1990 dirigida por Steven Fierberg, escrita por Jeffrey Delman, Evan Dunsky, Thomas Rendon y John A. Russo, y producida por Steven D. Mackler. Voodoo Dawn adapta una novela de terror pulp escrita por John A. Russo, quien fue guionista tanto de la versión original de La noche de los muertos vivientes como de su nueva versión.

## Argumento
La historia transcurre en el sur de los Estados Unidos, donde un diabólico sacerdote vudú armado con un machete (Tony Todd) está muy ocupado convirtiendo a los trabajadores inmigrantes haitianos en esclavos zombi caníbales. Pero sus planes se verán obstaculizados por la llegada de dos estudiantes universitarios en busca de una colega desaparecida que resulta haber sido uno de los primeros experimentos en zombificación del sacerdote.

## Reparto
- Tony Todd
- Raymond St. Jacques
- Theresa Merritt
- Gina Gershon
- J. Grant Albrecht
- Kirk Baily
- Billy 'Sly' Williams